# Pieni Toulatjärvi
Pieni Toulatjärvi eller Toulatjärvi är en sjö i Finland. Den ligger i kommunen Viitasaari i landskapet Mellersta Finland, i den centrala delen av landet, 300 km norr om huvudstaden Helsingfors. Pieni Toulatjärvi ligger 117,4 meter över havet. I omgivningarna runt Pieni Toulatjärvi växer i huvudsak blandskog. Den är 5,2 meter djup. Arean är 65,8 hektar och strandlinjen är 5,01 kilometer lång. Sjön  ingår i Kymmene älvs huvudavrinningsområde. 